# Greetings from Tim Buckley
Greetings from Tim Buckley är en amerikansk spelfilm från 2012 regisserad av Daniel Algrant med Penn Badgley och Imogen Poots i huvudrollerna. Filmen följer musikern Jeff Buckley i hans försök att handskas med arvet efter hans far, musikern Tim Buckley, inför den legendariska hyllningskonserten i St. Ann's Church 1991 då han framförde sin fars sånger.

## Handling
Året är 1991 och en ung Jeff Buckley repeterar inför sitt kommande framträdande vid en hyllningskonserten i Brooklyn till hans far, den avlidne folkmusikern Tim Buckley. Samtidigt som han försöker handskas med arvet efter en man han knappt kände träffar han den energiska kvinnan Allie och han börjar upptäcka sin egen musikaliska begåvning.

## Rollista (i urval)
- Penn Badgley - Jeff Buckley
- Ben Rosenfield - Tim Buckley
- Imogen Poots - Allie
- Frank Wood - Gary Lucas
- Norbert Leo Butz - Hal Willner
- Frank Bello - Richard Hell
- William Sadler - Lee Underwood
- Kate Nash - Carol
- Jessica Stone - Janine Nichols